# مدرسة إريترية
كانت مدرسة الفلسفة الإريترية في الأصل مدرسة إيلس، حيث أسسها فايدو من إيلس؛ ثم نقلها تلميذه مينيديموس إلى إرتريا. ويمكن الإشارة إليها باسم المدرسة الإيليانية الإريترية، على افتراض تشابه آراء المدرستين. انقرضت هذه المدرسة بعد عصر مينيديموس (القرن الثالث قبل الميلاد)، وبالتالي، لا يُعرف الكثير عن مبادئها. كان فايدو تلميذًا لسقراط، وأطلق أفلاطون على حوار، اسم فايدو تكريمًا له، ولكن لا يمكن استنتاج مبادئه من الحوار. كان مينيديموس تلميذًا لستيلبو في ميغارا قبل أن يصبح تلميذًا لفايدو؛ وفي العصور اللاحقة، غالبًا ما ارتبطت آراء مدرسته بآراء المدرسة الميغارية. كان أسكليبياديس الفيليوسي صديقًا وزميلًا لمينيموس في المدرسة الإريترية. يبدو أنهم، مثل الميغاريين، آمنوا بفردية "الخير"، ونفوا تعدد الفضائل، وأي فرق حقيقي بين الخير والحق. يخبرنا شيشرون أنهم وضعوا كل خير في العقل، وفي حدة الذهن التي تُميز بها الحقيقة. أنكروا إمكانية استنتاج الحقيقة من خلال القضايا القاطعة السلبية، ولم يقبلوا إلا القضايا الإيجابية، وهذه القضايا البسيطة فقط.